# Gepulste elektromagnetische velden
Gepulste elektromagnetische velden (GEMV) worden gebruikt als behandeling in de geneeskunde. Het gaat meestal om complexe signalen met een lage veldsterkte (0,01 tot 500 mT), dit in tegenstelling tot rTMS.
Het gebruik in de fysiotherapie en orthopedie is decennialang bekend en geaccepteerd. GEMV stimuleren botvorming door het activeren van een biochemische signaaltransductie.
De effectiviteit van GEMV tegen pijn is door meerdere wetenschappelijke studies aangetoond, zowel bij proefdieren als bij mensen. Ook het mechanisme is opgehelderd: de stimulatie werkt direct op de hersengebieden die pijn coderen, de zgn. pijnmatrix.
Gebruik van GEMV in de psychiatrie is experimenteel, in tegenstelling tot transcraniële magnetische stimulatie (TMS), dat sinds 2008 door de FDA is goedgekeurd voor behandeling van depressieve patiënten die niet reageren op medicamenteuze of andere behandeling.
Vroege aanwijzingen dat GEMV ook effectief kunnen zijn als antidepressieve behandeling kwamen van de observatie dat bipolaire patiënten stemmingsverbetering toonden na een magnetisch resonantie spectrogram. Studies in knaagdieren met GEMV lieten gedragsveranderingen zien die consistent zijn met antidepressieve effecten. De GEMV stimulator kan op het hoofd gedragen worden en gaf in een Deense studie een duidelijke stemmingsverbetering in depressieve patiënten. Een Nederlandse onderzoeksgroep poogt replicatie van deze studie alsmede opheldering van het mechanisme door fMRI en biochemisch onderzoek.